# Бимери (Арский район)
Бимери — село в Арском районе Татарстана. Входит в состав Урнякского сельского поселения.

## География
Находится в северо-западной части Татарстана на расстоянии приблизительно 20 км по прямой на север-северо-восток от районного центра города Арск.

## История
Основано в 1829 году выходцами из села Бимери и деревни Кирилловка ныне Высокогорского района. Упоминалось также как Новая Бимерь, Апайкина Гарь <.

## Население
Постоянных жителей было: в 1859—177, в 1897—237, в 1908—288, в 1920—327, в 1926—381, в 1938—430, в 1958—220, в 1970—157, в 1979 — 55, в 1989 — 4, 2 в 2002 году (русские 100 %), 1 в 2010.